# Arkadiusz (Taranow)
Arkadiusz, imię świeckie Aleksandr Borisowicz Taranow (ur. 11 marca 1957 w Jasenowskim) – biskup Ukraińskiego Kościoła Prawosławnego Patriarchatu Moskiewskiego.

## Życiorys
Urodziłs się we wsi Jasenowski w Ukraińskiej SRR. W 1975 ukończył technikum kolejowe w Papasnym, a po odbyciu służby wojskowej przez jakiś czas był pomocnikiem maszynisty lokomotywy spalinowej w Antracycie.
Absolwent seminarium duchownego w Odessie i Kijowskiej Akademii Duchownej. W latach 1981–1990 przebywał w monasterze Zaśnięcia Matki Bożej w Odessie, gdzie został postrzyżony 8 marca 1982 r. Jego święceń diakońskich i kapłańskich dokonał metropolita Sergiusz (Pietrow). W 1990 metropolita Leoncjusz (Gudimow) naznaczył go ihumenem i w tym samym roku wyznaczył proboszczem cerkwi Świętych Adriana i Natalii w Odessie.
11 marca 1993 został przełożonym monastyru Świętego Pantelejmona w Odessie, od 1996 jako archimandryta. 20 lipca 2012 Święty Synod Ukraińskiego Kościoła Prawosławnego nominował go na biskupa owidiopolskiego, wikariusza eparchii odeskiej. Jego chirotonia biskupia odbyła się 4 sierpnia 2012 w głównym soborze monastyru Świętego Pantelejmona w Kijowie z udziałem konsekratorów: metropolitów kijowskiego i całej Ukrainy Włodzimierza oraz odeskiego i izmaelskiego Agatangela, arcybiskupów boryspolskiego Antoniego, czernihowskiego i nowogrodzko-siewierskiego Ambrożego, żytomierskiego i nowogrodzko-wołyńskiego Nikodema, jagodzińskiego Serafina, perejasławsko-chmielnickiego i wiszniewskiego Aleksandra, biskupów białogrodzko-dniestrowskiego Aleksego, sumskiego i achtyrskiego Eulogiusza, makarowskiego Hilarego, wasylkowskiego Pantelejmona oraz browarskiego Teodozjusza.
25 czerwca 2019 r. otrzymał godność arcybiskupa.
W 2021 r. przeniesiony na katedrę roweńkowską.
W czasie rosyjskiej inwazji na Ukrainę został na Ukrainie objęty sankcjami personalnymi.